# Graecus
Graecus sau Græcus (în greacă Γραικός), era, după Hesiod, fiul Pandorei și fratele lui Latinus. Mama lor Pandora (numită astfel după bunica ei Pandora) era fiica lui Deucalion și a Pyrrhei, și sora lui Hellen.
După alte surse, Graecus era un fiu al lui Thessalus.
Tribul elen al graecilor și-a luat numele după Graecus. Ei au fost unul dintre primele triburi grecești care au colonizat peninsula italică. Regiunea a devenit cunoscută sub numele de Magna Graecia, după ei. Latinii au folosit această denumire pentru a-i denumi pe toți grecii antici, deoarece primii eleni cu care au intrat în contact erau graecii.